# تاور اینترنشنال
تاور اینترنشنال (انگلیسی: Tower International) شرکت خودروسازی آمریکایی است، که در سال ۱۹۹۳ تأسیس شد.